# Декалітр
Декалітр — одна з основних одиниць об'єму у виноробстві та пивоварінні, дорівнює 10 л.
Скорочений запис: дал, dal-
- 1 дал = 10 літрів
- 1 дал = 2,1997 галонів
- 1 дал = 0,01 кубічний метр
- 1 дал = 10 кубічних дециметрів
- 1 дал = 10000 кубічних сантиметрів
- 1 дал = 0,1 гектолітрів
- 1 дал = 10000 мілілітрів

## Об'єм декалітра
1901 рішенням 3-ї Генеральної конференції мір і ваг літр було визначено як об'єм 1 кг чистої води за нормального атмосферного тиску (760 мм рт. ст.) і температурі найбільшої густини води (4 °C). Об'єм 1 літра було прийнято за 1,000028 дм³. 1 декалітр став дорівнювати 10,00028 дм³.
1964 12-а Генеральна конференція мір і ваг скасувала це визначення і ухвалила, що 1 літр дорівнює 1 кубічному дециметру — 1 л = 1 дм³, а 1 дал = 10 дм³.